# Rompon-Ouvèze-Payre
Rompon-Ouvèze-Payre este o arie protejată (sit de importanță comunitară — SCI) din Franța întinsă pe o suprafață de 1.054 ha, integral pe uscat.

## Localizare
Centrul sitului Rompon-Ouvèze-Payre este situat la coordonatele 44°46′51″N 4°44′58″E / 44.7809°N 4.74938°E.

## Înființare
Situl Rompon-Ouvèze-Payre a fost declarat arie specială de conservare în baza directivei 92/43 din 1992 referitoare la conservarea habitatelor naturale și a faunei și florei sălbatice pentru a proteja 21 de specii de animale.

## Biodiversitate
Situată în ecoregiunea mediteraneană, aria protejată conține 19 habitate naturale: Peșteri inaccesibile publicului, Pajiști carstice calcaroase sau bazofile, de Alysso-Sedion albi, Păduri de Castanea sativa, Pajiști uscate europene, Pante stâncoase silicioase cu vegetație casmofită, Păduri de stejar sau de stejar și carpen sub-atlantice și medio-europene de Carpinion betuli, Izvoare petrifiante cu formare de travertin (Cratoneurion), Pajiști uscate seminaturale și facies de acoperire cu tufișuri pe substraturi calcaroase (Festuco-Brometalia) (* situri importante pentru orhidee), Pante stâncoase calcaroase cu vegetație casmofită, Râuri mediteraneene cu debit permanent cu specii de Paspalo-Agrostidion și galerii riverane de Salix și de Populus alba, Pseudostepă cu ierburi și specii anuale de Thero-Brachypodietea, Râuri mediteraneene cu debit intermitent, cu specii de Paspalo-Agrostidion, Formațiuni stabile xerotermofile de Buxus sempervirens pe pante stâncoase (Berberidion p.p.), Matorral arborescenți cu Juniperus spp., Pajiști cu Molinia pe soluri calcaroase, turboase sau argilos-nămoloase (Molinion caeruleae), Liziere de ierburi înalte hidrofile de câmpie și de nivel montan până la alpin, Fânețe de joasă altitudine (Alopecurus pratensis, Sanguisorba officinalis), Galerii de Salix alba și de Populus alba, Păduri de Quercus ilex și Quercus rotundifolia.
La baza desemnării sitului se află mai multe specii protejate:
- mamifere (12): liliac cârn (Barbastella barbastellus), castor (Castor fiber), vidră de râu (Lutra lutra), liliac cu aripi lungi (Miniopterus schreibersii), liliac cu urechi mari (Myotis bechsteinii), liliac cu urechi de șoarece (Myotis blythii), liliac cu picioare lungi (Myotis capaccinii), liliac cărămiziu (Myotis emarginatus), liliac comun (Myotis myotis), liliacul mediteranean cu potcoavă (Rhinolophus euryale), liliacul mare cu potcoavă (Rhinolophus ferrumequinum), liliacul mic cu potcoavă (Rhinolophus hipposideros)
- nevertebrate (7): Austropotamobius pallipes, croitorul mare al stejarului (Cerambyx cerdo), Coenagrion mercuriale, fluturele auriu (Euphydryas aurinia), Euplagia quadripunctaria, rădașcă (Lucanus cervus), Oxygastra curtisii
- pești (2): Barbus meridionalis, clean dungat (Telestes souffia)

Pe lângă speciile protejate, pe teritoriul sitului au mai fost identificate 4 specii de plante, 10 specii de amfibieni, 15 specii de mamifere, 2 specii de nevertebrate, 1 specie de pești, 9 specii de reptile.